# Wilhelm Halke
August Wilhelm Halke (* 13. März 1893 in Bischofswerda; † 23. Dezember 1957) war ein Bremer Politiker (CDU) und Mitglied der Bremischen Bürgerschaft.

## Biografie
Nach dem Schulbesuch absolvierte Halke eine Ausbildung zum Fleischer, legte 1916 die Meisterprüfung ab und spezialisierte sich auf den Bereich Fleischversorgung.
Er trat zum 1. Mai 1933 der NSDAP bei (Mitgliedsnummer 2.113.426).
Halke war kein Soldat im Zweiten Weltkrieg; er wurde bei der Entnazifizierung eingestuft in die Kategorie Unterstützer.
Nach Kriegsende war Halke zunächst in Oldenburg ansässig; im Januar 1950 zog er nach Bremen und es erfolgte dort der Aufbau einer Vieh- und Fleischimportfirma.
Er war Vorsitzender des Verbands des ostdeutschen Groß- und Außenhandels mit Vieh, Fleisch und Fetten in Bremen.
Von Oktober 1955 bis Mai 1957 war er Mitglied der Bremischen Bürgerschaft für die CDU, von Mai bis Juli 1957 fraktionslos und von Juli bis Dezember 1957 für die SPD (als Hospitant).
Halke wurde auf dem Alten Friedhof in Bischofswerda beigesetzt.